# Сандер Левін
Сандер Мартін «Сенді» Левін (англ. Sander Martin "Sandy" Levin; нар. 6 вересня 1931, Детройт, Мічиган) — американський політик-демократ єврейського походження, член Палати представників з 1983 р.

## Біографія
У 1952 р. він здобув ступінь бакалавра в Чиказькому університеті, а у 1954 р. — ступінь магістра в Колумбійському університеті. У 1957 р. він також здобув ступінь з права у Гарварді, після чого працював адвокатом.
Левін був членом Сенату штату Мічиган з 1965 по 1970 рр., очолював сенатську меншість з 1969 по 1970 рр. Він намагався стати губернатором Мічигану в 1970 і 1974 рр., двічі програвши республіканцю Вільяму Міллікену. З 1977 по 1981 рр. він був помічником адміністратора Агентства з міжнародного розвитку.
Він є старшим братом сенатора Карла Левіна.